# HD169842
HD169842 — хімічно пекулярна зоря спектрального класу A1, що має видиму зоряну величину в смузі V приблизно  9,1.
Вона  розташована на відстані близько 1531,3 світлових років від Сонця.

## Пекулярний хімічний склад
Зоряна атмосфера HD169842 має підвищений вміст 
Cr
.